# Acerodon leucotis
Acerodon leucotis är en fladdermusart som först beskrevs av Sanborn 1950.  Acerodon leucotis ingår i släktet Acerodon, och familjen flyghundar. IUCN kategoriserar arten globalt som sårbar.

## Utseende
Arten blir 220 till 250 mm lång och saknar svans. Den har 132 till 165 mm långa underarmar och 29 till 32 mm stora öron. Pälsen är på hela kroppen brun utan några gula eller röda områden. Flygmembranen är inte mörkare utan lika brun som pälsen. Några ljusare fläckar kan förekomma på vingarna. Djuret skiljer sig med denna färgsättning från Pteropus hypomelanus som lever i samma region.

## Underarter
Två underarter är listade:
- Acerodon leucotis leucotis
- Acerodon leucotis obscurus

## Utbredning och ekologi
Acerodon leucotis är endemisk på Palawan i västra Filippinerna. Den lever vanligen i täta skogar men det besöker även andra skogar och trädgrupper i gräsmarker.
Liksom de flesta arter av flyghund är Acerodon leucotis nattaktiv. Arten bildar däremot inte stora kolonier. Individerna bygger ofta ett slags tält av stora blad. Flera exemplar lever fem år och den maximala livslängden uppskattas med åtta år. Födan utgörs troligen av frukter, liksom hos andra flyghundar.